# 伦宁根
伦宁根（發音：[ˈʁɛnɪŋən] ⓘ）是德国巴登-符腾堡州斯图加特行政区伯布林根县的城市，面积31.15平方千米，2023年12月31日人口为18,655人。